# 聪子峪乡
聪子峪乡，是中华人民共和国山西省长治市沁源县下辖的一个乡镇级行政单位。

## 行政区划
聪子峪乡下辖以下地区：
聪子峪村、水峪村、才子坪村、小聪峪村、小岭底村、土岭底村、三义村、新店上村和王家沟村。